# Salling Group
Salling Group, tidigare Dansk Supermarked A/S är en dansk dagligvaruhandelskoncern som driver ett flertal kedjor. Koncernens största kedja, Netto, fanns tidigare även i Sverige som Netto Marknad Sverige AB.